# لیسا رینا
لیسا رینا (انگلیسی: Lisa Rinna؛ زادهٔ ۱۱ ژوئیهٔ ۱۹۶۳) هنرپیشه و مجری اهل ایالات متحده آمریکا است. وی از سال ۱۹۸۵ میلادی تاکنون مشغول فعالیت بوده‌است.

## بخشی از فیلمشناسی
از فیلم‌ها یا برنامه‌های تلویزیونی که وی در آن نقش داشته‌است می‌توان به آثار زیر اشاره کرد.
- روزهای زندگی ما (۱۹۹۲–۹۵, ۲۰۰۲–۰۳, ۲۰۱۲–۱۳, ۲۰۱۸)
- ورونیکا مارس (مجموعه تلویزیونی) (۲۰۰۴/۲۰۰۵)
- رقص با ستارگان (۲۰۰۶)
- دارودسته (مجموعه تلویزیونی) (۲۰۰۷)
- هانا مونتانا (۲۰۰۸)
- اجتماع (مجموعه تلویزیونی) (۲۰۱۰)
- نمایش گفتگومحور امشب با جی لنو (۲۰۱۳)
- سی‌اس‌آی (۲۰۱۵)